# براتيسلافا 1
براتيسلافا 1 (بالسلوفاكية: Bratislava I)‏ هو حي في مدينة براتيسلافا.و يشكل مركز المدينة أو المدينة القديمة(بالسلوفاكية: Staré mesto)‏،(بالألمانية: Pressburg - Altstadt) البلدية الوحيدة لهذا الحي. تبلغ المساحة التقريبية للحي 10كم² في حين يبلغ تعداد سكان الحي ما يقرب من 41,255 بحسب إحصاء العام 2007 و يعتبر حي مركز المدينة من أكثر الأحياء كثافةً حيث أن كثافة السكان تصل إلى 4,297 كم².

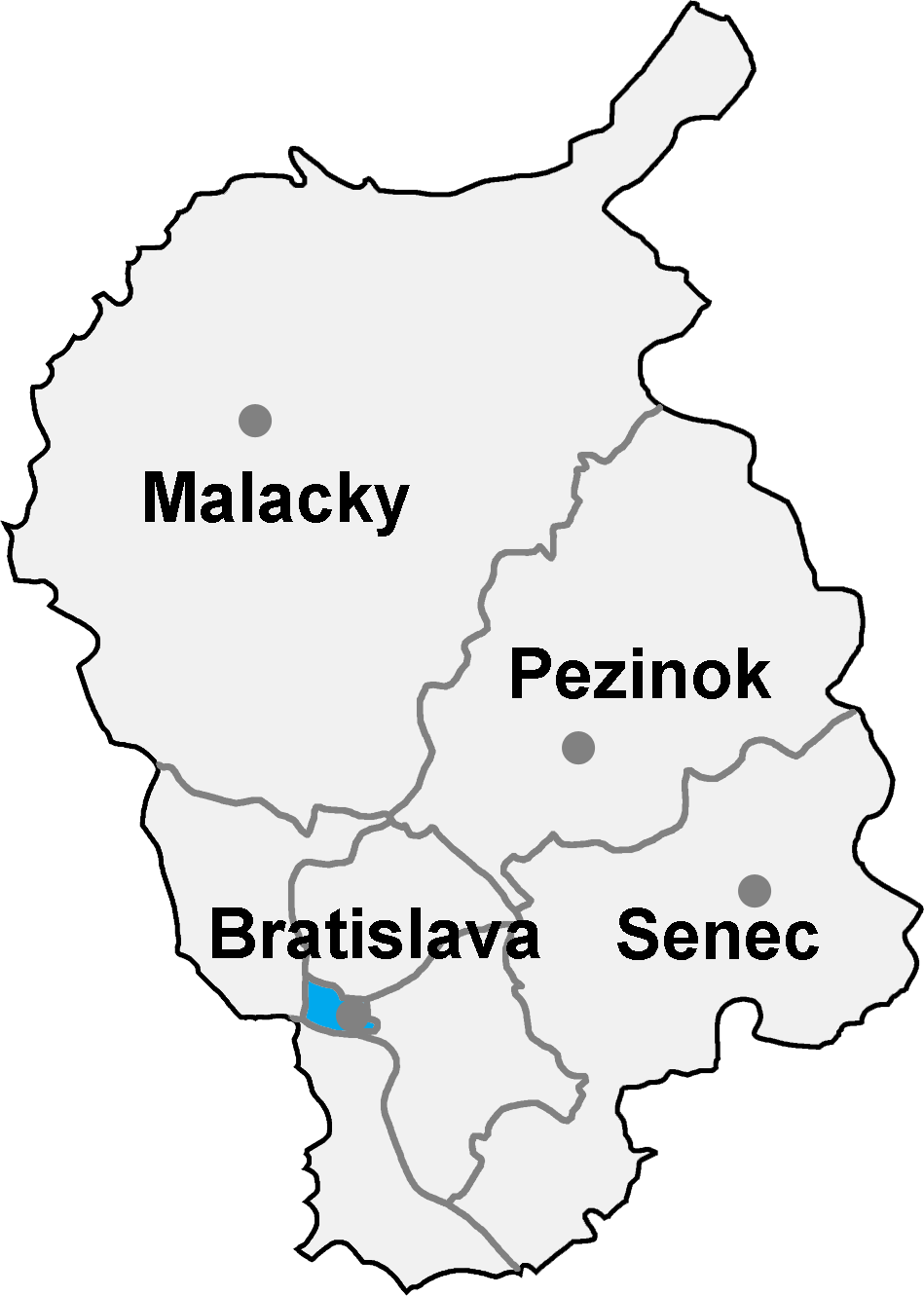
موقع حي براتيسلافاI في إقليم براتيسلافا